# Berezina (livre)
Pour les articles homonymes, voir Berezina.
Berezina est un récit de voyage autobiographique de Sylvain Tesson publié en 2015

## Résumé
En décembre 2012, pour les 200 ans de la retraite de Russie, Sylvain Tesson fait le trajet Moscou-Paris dans un side-car russe de 1930 (marque Ural) avec deux Français (le géographe Cédric Gras et le photographe Thomas Goisque) et deux Russes. Ils quittent Moscou le 2 décembre 2012 par 1,4 °F. Tesson place un drapeau tricolore sur le side-car et reprend le trajet de l'armée napoléonienne en retraite,. Le trajet passera par Smolensk, Minsk, Vilnius, Varsovie et Berlin.
À la douane lituanienne, 600 camions font la queue sur  18 km. À Antakalnis, ils voient une plaque indiquant : « Ici reposent les restes des soldats des 20 nations... ».
À partir de Vilnius, ils suivent le chemin emprunté par Napoléon et non pas celui suivi par son armée. Sylvain Tesson et ses compagnons arrivent à Paris 13 jours après leur départ, après avoir parcouru 4 000 km. Le livre retrace le récit de ce voyage à moto,,.

## Commentaires sur l'ouvrage
Ron Slate déclare à propose de ce livre « Je recommanderais le livre uniquement pour les épisodes de voyage et les chroniques historiques. Mais en fin de compte, Bérézina réussit brillamment en tant que commentaire sournois – et défi à la pensée conventionnelle sur – le conflit actuel entre la Russie et l’UE et les habitudes désordonnées de l’esprit populaire occidental », ajoutant aussi « En fin de compte, l’obsession de Tesson n’est pas du tout le voyage mais l’état de notre humanité. »
Le journal Libération écrit « enfin, son style, arrivé à maturité, est à la hauteur de l'horreur de l'époque, plein de sang et de drames, mais aussi d'humour, d'alcool (vodka uniquement)… et de pannes de moteur, la moto Oural ayant la double particularité de tomber en carafe toutes les douze heures... On sent que Tesson est dans son élément. » et précise même « Le dernier livre de Tesson est probablement le meilleur et pour plusieurs raisons qui ne méritent que peu de discussion ».
Le magazine Lire déclare l'ouvrage comme Meilleur livre de voyage. Le Wall Street Journal, précise « La narration est ironique et empreinte d’un fatalisme joyeux. M. Tesson est un compagnon de route plein d'esprit et compétent »,.
La revue Figaro Histoire qualifie l'ouvrage (celui avec les photographies) ainsi : « Berezina est devenu un étincelant miroir à deux faces : on passe sans cesse du texte à l'image en constatant que Tesson sent juste et que Goisque voit vrai ».
Ultimate Motorcycling souligne aussi le style de l'écriture « Avec une écriture à la fois hilarante, introspective, contemplative, professorale, graphiquement troublante et toujours captivante, Tesson tisse le récit d'un voyage historique en moto très différent de tout ce que vous aurez jamais lu » et de la passion de Tesson pour les motos Ural.

## Distinctions
- Prix de la Page 112 en 2015[11]
- Prix des Hussards en 2015[12]
- Prix littéraire de l'Armée de terre - Erwan Bergot en 2015[13],[14]

## Adaptation
Le récit est adapté en bande dessinée par Virgile Dureuil, en novembre 2021, aux éditions Casterman,.